# Leucobryum aneitense
Leucobryum aneitense là một loài rêu trong họ Dicranaceae. Loài này được Broth. & Watts mô tả khoa học đầu tiên năm 1915.